# Langham (Suffolk)
Langham – wieś w Anglii, w hrabstwie Suffolk, w dystrykcie Mid Suffolk. Leży 32 km na północny zachód od miasta Ipswich i 113 km na północny wschód od Londynu. Miejscowość liczy 90 mieszkańców.